# Dąb Uparty Mazur

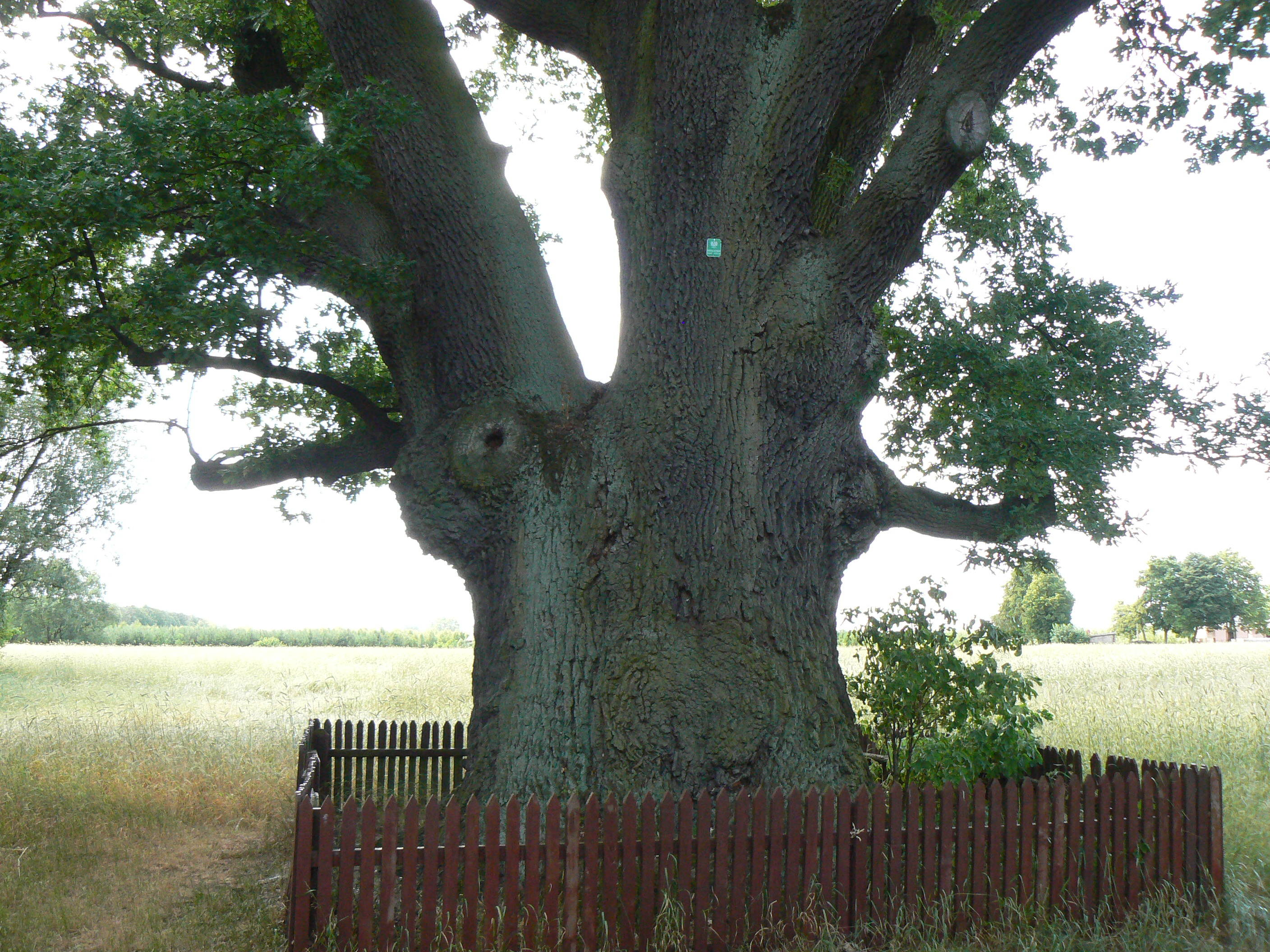
Dąb – Uparty Mazur – trzon pnia

Uparty Mazur – chroniony jako pomnik przyrody dąb szypułkowy, rosnący we wsi Młock niedaleko Ciechanowa, w województwie mazowieckim.

## Opis
Dąb jest jednym z największych drzew tego gatunku w Polsce (siódmy lub ósmy najgrubszy). Jego pień miał w 2014 roku obwód 900 cm, natomiast wysokość – 28 m. Charakterystyczna jest również szeroka i zdrowa korona (32 x 27 m). Wiek drzewa szacuje się na około 500 lat.
Dąb jest otoczony niewielkim płotem, znajduje się przy nim tabliczka opisująca drzewo. 
Słowo Mazur odnosi się do dawnego określenia mieszkańca Mazowsza.